# Energija reljefa
Energija reljefa ili vertikalna rasčlanjenost zapravo predstavlja relativnu visinu određenog područja u okviru površine od 1km², a najčešće se dijeli na:
- ravnice (0 do 5m/km²)
- slabo raščlanjene ravnice (5 do 30m/km²)
- slabo raščlanjen reljef (30 do 100m/km²)
- umjereno raščlanjen reljef (100 do 300m/km²)
- izrazito raščlanjen reljef (300 do 500m/km²)
- vrlo izrazito raščlanjen reljef(više od 500m/km²).

Energija reljefa uvjetovana je endogenim faktorima, koji kontroliraju intenzitet geomorfoloških procesa, prije svega vertikalnu eroziju. U skladu s tim, ovo svojstvo reljefa može se koristiti kao pokazatelj tektonske aktivnosti nekog terena i razlike u aktivnosti pojedinih njegovih cjelina. 